# Psechrus chizami
Espèce
Psechrus chizami est une espèce d'araignées aranéomorphes de la famille des Psechridae.

## Distribution
Cette espèce est endémique du Nagaland en Inde,. Elle se rencontre dans le district de Phek vers Chizami.

## Description
La femelle holotype mesure 20,92 mm.

## Systématique et taxinomie
Cette espèce a été décrite par Sudhin, Mali, Sarma et Sen en 2025.

## Étymologie
Son nom d'espèce lui a été donné en référence au lieu de sa découverte, Chizami.

## Publication originale
- Sudhin, Mali, Sarma & Sen, 2025 : « Two new species of the spider genus Psechrus Thorell, 1878 (Araneae: Psechridae) from northeastern India. » Zootaxa, no 5609(3), p. 419-429.